# Apostoli Konstitúciók
Az Apostoli Konstitúciók (latin: Constitutiones Apostolorum) ál-apostoli irat, mely az egyházi fegyelemre és keresztény életre vonatkozó szabályokat tartalmaz. A korai keresztény ókornak legnagyobb egyházjogi és liturgikus szabálygyűjteménye.
Tartalma: keresztény erkölcsök, papság, özvegyek kötelességei, szegények és árvák gondozása, eretnekségek, liturgia.
Keletkezését 375 és 380 közé teszik. Származási helyét Szíriába, leginkább Antiókiába teszik.
A szöveg szerint Római Kelemen volna a szerzője; de valójában 380 körül, vagy később, Szíriában készült a gyűjtemény, amit a karácsony december 25-i ünneplésének említése kétségtelenné tesz. Görög nyelven volt írva és 8 könyvből áll. 
Az első hat könyv (Didascalia néven) erkölcsi szabályokat foglal magában; szól a püspökök jogairól s előadja a püspökök, presbiterek és diakonok kellékeit; a 7. könyvben erkölcsi és liturgiái rendeletek vannak; a 8. könyv a felszentelésről, a püspöki renddel járó cselekvónyekről szól, megtoldva néhány fegyelmi szabállyal. E 8 könyvhöz csatolták később az apostoli kánonokat. 
E konstitúciókat a keleti egyház a 692-i trullói zsinaton elvetette; a nyugati egyház pedig úgy látszik a 16. századig nem is ismerte.